# 10月23日
10月23日（じゅうがつにじゅうさんにち）は、グレゴリオ暦で年始から296日目（閏年では297日目）にあたり、年末まであと69日ある。

## できごと

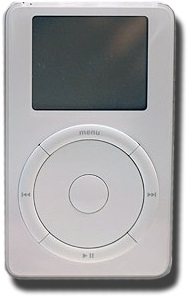
iPod発表(2001)。

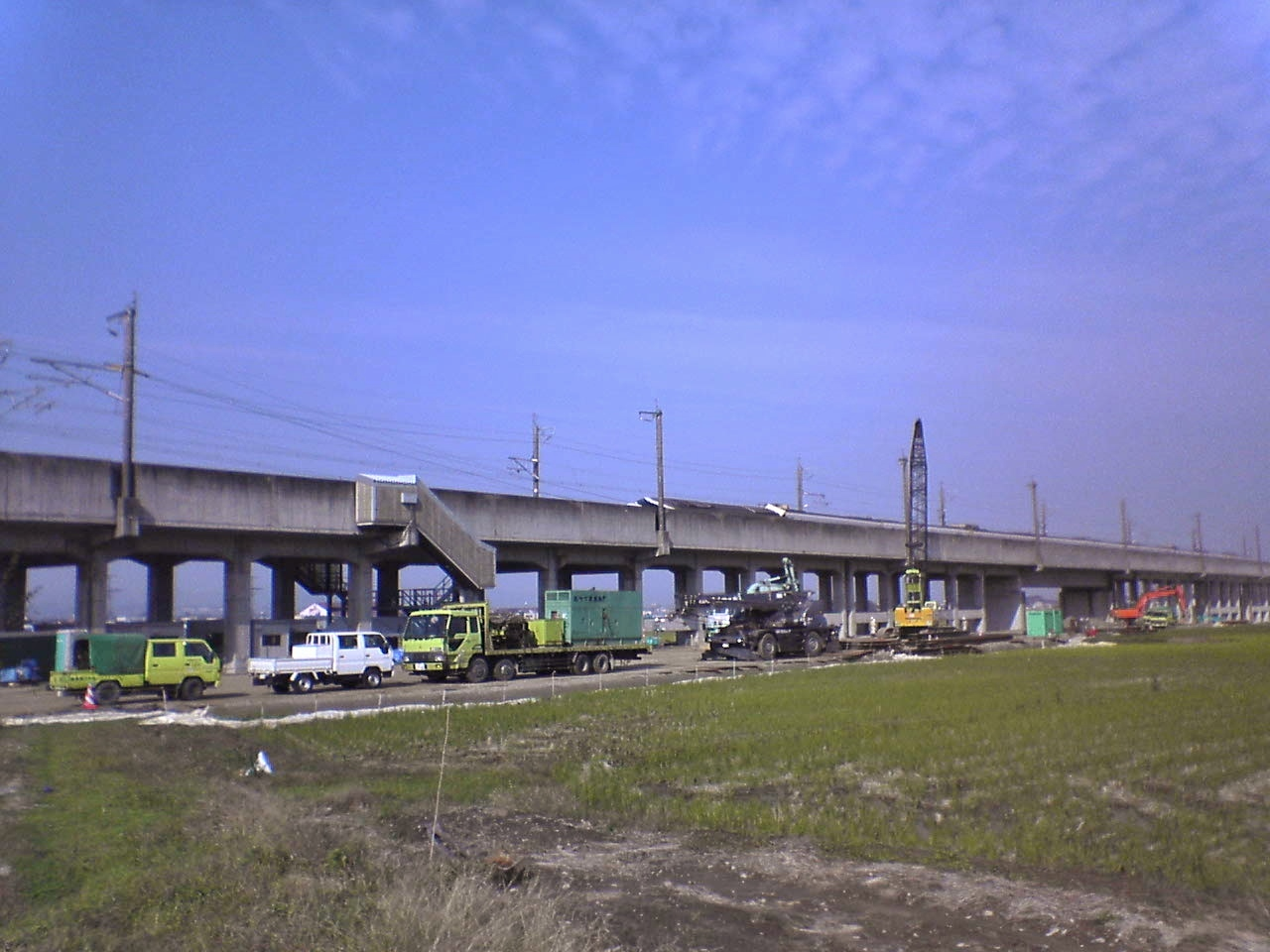
新潟県中越地震(2004)。上越新幹線が脱線。

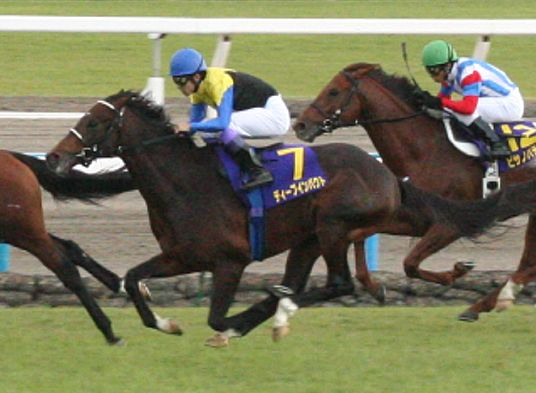
ディープインパクト、菊花賞を制し無敗で三冠達成(2005)。

- 紀元前42年 - ローマ内戦: フィリッピの戦い。
- 424年 - ウァレンティニアヌス3世が西ローマ帝国の副帝（カエサル）になる。
- 425年 - ウァレンティニアヌス3世が西ローマ帝国の正帝（アウグストゥス）になる。
- 1086年 - レコンキスタ: サグラハスの戦い。
- 1157年 - グラーテ・ヘーゼの戦い。
- 1614年 - 大坂冬の陣に向かうため、江戸幕府将軍徳川秀忠（徳川家康の嫡男）が江戸城を出発した。
- 1642年 - イングランド内戦: エッジヒルの戦い。
- 1688年（貞享5年/元禄元年9月30日） - 東山天皇の代始のため、元号が貞享から元禄に改元。
- 1739年 - ジェンキンスの耳の戦争が始まる。
- 1864年 - 南北戦争: ウェストポートの戦い。
- 1868年（慶応4年/明治元年9月8日） - 明治天皇の代始のため、元号が慶応から明治に改元。
- 1868年（慶応4年/明治元年9月8日） - 一世一元の詔。
- 1870年 - 普仏戦争: メス攻囲戦が終結。
- 1873年 - 明治六年政変。朝鮮使節派遣の中止が決定し、征韓論派が敗れる。西郷隆盛が当日、板垣退助らが翌日に参議の辞表を提出。
- 1923年 - ブレーマー航空機製造（現在のフォッケウルフ）が設立。
- 1926年 - ソ連共産党中央委員会がトロツキーを政治局から追放。スターリンが主導権を握る。
- 1940年 - 第二次世界大戦: ナチス・ドイツ総統ヒトラーとスペイン総統フランコが西仏国境アンダイで会談。ヒトラーはスペインに枢軸国側での参戦を要求するがフランコは拒否。
- 1942年 - 第二次世界大戦・北アフリカ戦線: 第二次エル・アラメイン会戦が始まる。
- 1943年 - ポンティアナック事件が始まる。
- 1944年 - 第二次世界大戦・フィリピンの戦い: レイテ沖海戦が始まる。
- 1945年 - 初の国際連合総会がニューヨークの劇場で開催。
- 1945年   - 第一次読売争議が始まる。
- 1954年 - パリ協定調印。西ドイツの主権回復、NATOへの加盟、再軍備などを承認。
- 1956年 - ハンガリー動乱: ハンガリーの首都ブダペストでソ連軍の撤退などを求める20万人のデモ隊が治安警察と衝突。
- 1956年 - フランス保護領ザールで住民投票が行われ、西ドイツ復帰支持が多数を占める。
- 1961年 - 北海道森町で大火。町内中心部の407戸が全焼、住民80人が負傷した[1]。
- 1962年 - 石炭鉱業調査団は、老朽化した炭鉱を新しい炭鉱に集約する「スクラップアンドビルド方式」を答申。国内の炭鉱政策の転換点となった[2]。
- 1964年 - 東京オリンピック女子バレーボールで日本がソ連を下し金メダルを獲得。
- 1972年 - ベトナム戦争: ラインバッカー作戦が終結。
- 1973年 - 第一次オイルショック: エクソンとシェルが原油価格の30%引き上げを通告。
- 1973年 - 江崎玲於奈にノーベル物理学賞が贈られることが決定する。
- 1977年 - F1日本グランプリにて、フェラーリのジル・ヴィルヌーヴとティレルのロニー・ピーターソンの接触により、立ち入り禁止区域で観戦していた観客1名と警備員1名が死亡。これにより日本グランプリは、1987年の日本グランプリ（鈴鹿サーキット）まで10年間開催されることはなかった。
- 1980年 - ソ連のアレクセイ・コスイギンソビエト連邦閣僚会議議長（英語版）が病気のため辞任。後任にニコライ・チーホノフが就任。
- 1981年 - 北炭夕張新炭鉱ガス突出事故で、59名の安否不明者を取り残したまま坑内への注水作業を開始する。
- 1981年 - 写真週刊誌『フォーカス』（10月30日号）が創刊される。
- 1983年 - レバノン内戦: ベイルートで駐留米海兵隊司令部と仏軍本部が爆破され、309人が死亡（ベイルート・アメリカ海兵隊兵舎爆破事件）。
- 1983年 - 北海道の国鉄白糠線がこの日限りで廃止。特定地方交通線の廃止第1号。
- 1988年 - スーパーマリオブラザーズ3発売。
- 1988年 - プロ野球パリーグの阪急ブレーブスが阪急西宮スタジアムで、最後の公式戦を行い、1936年創設以来52年の歴史に幕。
- 1989年 - ハンガリー暫定大統領スーレシュ・マーチャーシュ（英語版）が、国号をハンガリー人民共和国からハンガリー共和国に変更することを宣言。
- 1991年 - 秋篠宮文仁親王の第一女子の眞子内親王が誕生、上皇明仁の初孫となる。
- 1992年 - 上皇明仁（当時の今上天皇）が中華人民共和国を訪問。史上初めて天皇が中国の地を踏む。
- 1996年 - ローマ教皇ヨハネ・パウロ2世が「ダーウィンの進化論はカトリックの教えと矛盾しない」と表明。
- 2001年 - Appleが、携帯音楽プレーヤー・iPodを発表。
- 2002年 - モスクワ劇場占拠事件: ロシア連邦の首都モスクワで、チェチェン独立派のテロリストが劇場を占拠。
- 2004年 - 新潟県中越地震発生。
- 2005年 - ディープインパクトが菊花賞で勝利し、ナリタブライアン以来11年ぶり、日本競馬史上6頭目の三冠馬となる。また、無敗で中央競馬クラシック三冠を制したのはシンボリルドルフ以来21年ぶり史上2頭目。
- 2011年 - オルフェーヴルが菊花賞で勝利し、ディープインパクト以来6年ぶり、日本競馬史上7頭目の三冠馬となる。
- 2011年 - トルコ東部地震: トルコ東部で、M7.2の地震が発生[3]。
- 2011年 - リビアで国民評議会が全土解放を宣言[4]。42年に及んだカダフィ独裁政権が事実上の崩壊。
- 2013年 - OS X Mavericksが配信開始される。
- 2015年 - ピュイスガン交通事故: フランス・ボルドー北東部のピュイスガンにて発生したバスと大型トラックの衝突事故[5]。
- 2015年 - ルーマニア ブカレストのナイトクラブでロックコンサート中に火災が発生。45人が死亡。この火災をきっかけに大規模なデモが発生、翌週にヴィクトル・ポンタ首相が辞任する契機となった[6]。
- 2016年 - 宇都宮市連続爆発事件: 栃木県宇都宮市の宇都宮城址公園で2度爆発が発生[7]。死者1名、負傷者3名。
- 2017年 - 台風第21号が静岡県御前崎市に上陸。
- 2017年 - マラウィの戦い: フィリピン政府が戦闘終結宣言[8]。
- 2022年 - 大韓航空631便がセブ空港でオーバーラン事故。
- 2024年 - 東京地下鉄(東京メトロ)が東証プライム上場。

## 誕生日
- 1507年（永正4年9月18日） - 曲直瀬正盛（道三）、戦国時代の医師（+ 1594年）
- 1766年 - エマニュエル・ド・グルーシー、フランスの軍人、元帥（+ 1847年）
- 1801年 - アルベルト・ロルツィング、作曲家（+ 1851年）
- 1805年 - アーダルベルト・シュティフター、画家、小説家（+ 1868年）
- 1817年 - ピエール・ラルース、教育者、百科事典執筆、編集者 (+ 1875年)
- 1822年 - グスタフ・シュペーラー、天文学者 (+ 1895年)
- 1832年 - ウィリアム・ハルバート、ナショナルリーグ会長（+ 1882年）
- 1835年 - アドレー・E・スティーブンソン、政治家、第23代アメリカ合衆国副大統領（+ 1914年）
- 1848年（嘉永元年9月27日） - 外山正一、教育家、文学者（+ 1900年）
- 1857年 - フアン・ルナ、画家、政治活動家 (+ 1899年)
- 1861年 - ジェイムズ・ガスコイン＝セシル (第4代ソールズベリー侯爵)、政治家、貴族（+ 1947年）
- 1875年 - 津田信夫、鋳金工芸作家（+ 1946年）
- 1877年 - 永瀬狂三、建築家（+ 1955年）
- 1880年 - 三矢宮松、内務官僚（+ 1959年）
- 1893年 - ガンモ・マルクス、喜劇俳優、マルクス兄弟の四男（+ 1977年）
- 1894年 - 福原麟太郎、英文学者、随筆家（+ 1981年）
- 1909年 - ゼリグ・ハリス、言語学者（+ 1992年）
- 1915年 - ヴィク・バッキンガム、サッカー選手、監督 (+ 1995年)
- 1919年 - 石川吉右衛門、労働法学者、東京大学名誉教授 (+ 2005年)
- 1920年 - ジャンニ・ロダーリ、児童文学作家（+ 1980年）
- 1927年 - 鈴木瑞穂、俳優、声優（+ 2023年）
- 1928年 - 三佳令二、作詞家（+ 2009年）
- 1930年 - 丸山詠二、声優（+ 2015年）
- 1931年 - ウィリアム・パトリック・クラーク、第44代アメリカ合衆国内務長官（+ 2013年）
- 1931年 - ジャニー喜多川、実業家、芸能プロモーター、ジャニーズ事務所社長（+ 2019年）
- 1931年 - ジム・バニング、元プロ野球選手（+ 2017年）
- 1932年 - 森田実、政治評論家（+ 2023年）
- 1932年 - 渡辺美佐子、女優
- 1933年 - キャロル・フラン、ブルース歌手。ピアニスト（+ 2021年）
- 1935年 - チチ・ロドリゲス (Chi-Chi Rodríguez)、ゴルファー
- 1936年 - 芹沢博文、将棋棋士（+ 1987年）
- 1940年 - ベイビー・ジェーン・ホルツァー、モデル、アンディ・ウォーホルの初代アイドル
- 1940年 - ペレ、元サッカー選手（+ 2022年）
- 1940年 - 三角保之、政治家、政治家、元熊本市長（+ 2021年）
- 1941年 - 浦上靖夫、音響監督（+ 2014年）
- 1942年 - 酒井あきよし、脚本家
- 1942年 - 尾藤公、高校野球指導者（+ 2011年）
- 1942年 - マイケル・クライトン、小説家、SF作家（+ 2008年）
- 1943年 - 加賀谷健、政治家（+ 2014年）
- 1944年 - 五十嵐忠行、官僚
- 1944年 - 増田久、元騎手
- 1944年 - 七三太朗、漫画原作者（+ 2023年）
- 1944年 - 山藤浩三、競輪選手（+ 1984年）
- 1945年 - 直嶋正行、政治家
- 1946年 - 岸ユキ、女優、タレント
- 1947年 - 伊沢由美子、児童文学作家
- 1949年 - 大野真澄、歌手（元ガロ）
- 1951年 - 竹中昭、元プロ野球選手
- 1952年 - ますむらひろし、漫画家
- 1954年 - 栗木京子、歌人
- 1954年 - アン・リー、映画監督
- 1955年 - 篠田節子、小説家
- 1955年 - 坂口良子、女優（+ 2013年）
- 1956年 - 渡辺真知子、歌手
- 1956年 - 浅香あき恵、お笑いタレント
- 1956年 - ダイアン・リーヴス、ジャズシンガー
- 1957年 - 島田洋一、政治学者
- 1958年 - おおつぼマキ、漫画家
- 1958年 - 神津カンナ、随筆家
- 1959年 - 三戸美佳、テレビディレクター、元アナウンサー
- 1959年 - アル・ヤンコビック、歌手
- 1959年 - ジョージ・ヒンショー、元プロ野球選手
- 1960年 - 三沢またろう、パーカッショニスト
- 1960年 - ウェイン・レイニー、モーターサイクル・レーサー
- 1960年 - ランディ・パウシュ、計算機科学者
- 1961年 - 粂井高雄、発明家
- 1961年 - 小柳昌法、ミュージシャン（元LINDBERG）
- 1961年 - アンドニ・スビサレータ、元サッカー選手
- 1963年 - 射手園眞一、元野球選手
- 1964年 - 下村努、コンピュータセキュリティ専門家
- 1965年 - 河合薫、気象予報士
- 1965年 - アル・ライター、元プロ野球選手
- 1965年 - ブライアン・ロウサム、元バスケットボール選手、指導者
- 1965年 - マイケル・オブライエン、元競泳選手
- 1966年 - アレッサンドロ・ザナルディ、レーシングドライバー
- 1966年 - 石橋守、元騎手、調教師
- 1967年 - オマール・リナレス、元野球選手
- 1967年 - 片岡とも、ゲームシナリオライター
- 1967年 - 安食雄二、パティシエ、サーファー
- 1968年 - 佐々木重樹、元プロ野球選手
- 1969年 - 楠瀬志保、元スピードスケート選手
- 1971年 - 矢部浩之、お笑い芸人（ナインティナイン）
- 1971年 - 柳澤鉉、元プロ野球選手
- 1972年 - 伊東敏恵、アナウンサー
- 1972年 - エドゥアルド・パレ、元野球選手
- 1973年 - 清水隆行、元プロ野球選手
- 1973年 - 志村貴子、漫画家
- 1973年 - はしのえみ、タレント
- 1973年 - 上村洋行、元騎手、調教師
- 1974年 - サンデル・ヴェステルフェルト、元サッカー選手
- 1975年 - 小原正子、お笑い芸人（クワバタオハラ）
- 1975年 - 小林タカ鹿、俳優
- 1975年 - 椎名軽穂、漫画家
- 1975年 - 松井稼頭央、元プロ野球選手、監督
- 1977年 - 村上アシシ、著述家、経営コンサルタント
- 1977年 - 長嶋トモヒコ、お笑い芸人（ダーリンハニー）
- 1977年 - 斉藤まりあ、元アナウンサー
- 1977年 - ハビエル・カステリャーノ、騎手
- 1978年 - 筒井宏樹、柔道家
- 1978年 - 佐竹健太、元プロ野球選手
- 1978年 - ジョン・ラッキー、元プロ野球選手
- 1978年 - 王楠、元卓球選手
- 1980年 - 仲村綾乃、女優
- 1980年 - 希良梨、女優
- 1980年 - 今井茂雄、俳優、演出家、脚本家、構成作家
- 1980年 - 三輪江一、俳優、脚本家、映画監督
- 1980年 - 房野史典、お笑いタレント（ブロードキャスト!!）
- 1980年 - 松山桃子、アナウンサー
- 1981年 - なかむら摂、お笑い芸人
- 1981年 - ベン・フランシスコ、元プロ野球選手
- 1982年 - 内匠靖明、俳優、声優
- 1982年 - 今井美範、女優
- 1982年 - 静恵一、お笑いタレント、作家、演出家、脚本家、司会者、ラジオパーソナリティ
- 1982年 - 夢乃狸、漫画家、イラストレーター
- 1982年 - 守屋周、tbcアナウンサー
- 1982年 - ビアンカ・バイ、女優
- 1982年 - 田中彰、元プロ野球選手
- 1983年 - 磯山さやか、タレント、グラビアアイドル
- 1984年 - 渡辺淳之介、実業家、株式会社WACK代表取締役、音楽プロデューサー
- 1984年 - イ・ヨンア、女優
- 1985年 - 宇佐美なな、歌手（元MUH〜）
- 1985年 - 浦野一美、タレント（元AKB48、元SDN48）
- 1985年 - 大塚奈央子、アナウンサー
- 1985年 - 北島隆三、馬術選手
- 1985年 - 桑水流裕策、元ラグビー選手
- 1986年 - 石澤志穂、元スピードスケート選手
- 1986年 - 佐藤美耶、元バレーボール選手
- 1986年 - エミリア・クラーク、女優
- 1986年 - アンドレイ・カーパシー、計算機科学者
- 1987年 - 沢井美優、女優、元グラビアアイドル
- 1987年 - 渡辺直美、お笑いタレント
- 1987年 - 三好翼、声優
- 1987年 - ソ・イングク、俳優、歌手
- 1987年 - ロルフ・ピルヴ、ヘヴィメタル・ミュージシャン
- 1987年 - カイル・ギブソン、プロ野球選手
- 1988年 - 北村明子、元フィギュアスケート選手
- 1988年 - ニア・アリ、陸上競技選手
- 1989年 - 松岡里枝、モデル
- 1989年 - アニシャ・キルディアプキナ、陸上競技選手
- 1989年 - ほしのディスコ、お笑い芸人（パーパー）
- 1989年 - 中谷祐太、お笑い芸人（マユリカ）
- 1990年 - chay、シンガーソングライター
- 1990年 - 彩月貴央、タレント、女優
- 1990年 - 二神光、俳優（+ 2024年）
- 1991年 - 小室眞子、元皇族
- 1991年 - 藤原亜紀乃、タレント
- 1992年 - 安達大、俳優、タレント
- 1992年 - 村田倫子、モデル、タレント
- 1992年 - こやまたくや、ミュージシャン（ヤバイTシャツ屋さん）
- 1992年 - 南貴樹、元プロ野球選手
- 1992年 - アルバロ・モラタ、サッカー選手
- 1993年 - 小林愛香、歌手、声優
- 1993年 - 上村祐翔、声優
- 1993年 - 馬場翔大、元陸上選手
- 1994年 - 紺野栞、グラビアアイドル
- 1994年 - 村松智子、サッカー選手
- 1994年 - 船津稜雅、ダンサー（超特急）
- 1994年 - マーガレット・クアリー、女優、モデル
- 1996年 - 小野郁、プロ野球選手
- 1996年 - 鵜野みずき、アイドル（元NMB48）
- 1996年 - 木村有希、モデル、タレント
- 1996年 - 相馬理、俳優
- 1997年 - 北村海斗、モデル
- 1997年 - ミンニ、アイドル、女優（(G)I-DLE）
- 1999年 - 小林由依、モデル、タレント（元櫻坂46）
- 2001年 - 高田彪我、歌手、俳優
- 2001年 - 永野雄大、バスケットボール選手
- 2002年 - 簡秀吉、俳優
- 2002年 - ニンニン、アイドル（aespa）
- 2002年 - 秋重若菜、バレーボール選手
- 2002年 - 石渡翔一郎、競艇選手
- 2003年 - 井本彩花、女優、モデル
- 2003年 - 中井卓大、サッカー選手
- 2004年 - 下北姫菜、歌手
- 非公開 - マオ、ミュージシャン（シド）
- 生年不詳 - マリン・バ、アイドル（元WAgg、元SLEE）
- 生年不詳 - 野切耀子、漫画家
- 生年不詳 - 陣谷遥、声優
- 生年不詳 - 八須賀孝蔵、声優
- 生年不詳 - 平良亜弓、元声優

## 忌日
- 紀元前42年 - ブルータス、古代ローマの政治家（* 紀元前85年）
- 930年（延長8年9月29日） - 醍醐天皇、第60代天皇（* 885年）
- 949年（天暦3年9月29日） - 陽成天皇、第57代天皇（* 869年）
- 1632年 - ジョヴァンニ・バッティスタ・クレスピ、画家、彫刻家、建築家（* 1573年）
- 1652年（承応元年9月21日） - 別木庄左衛門、牢人（* 生年不詳）
- 1685年（貞享2年9月26日） - 山鹿素行、兵学者、儒学者（* 1622年）
- 1698年 - ダーフィト・エーレンシュトラール、画家（* 1628年）
- 1705年（宝永2年9月6日） - 松平吉透、第4代松江藩主（* 1668年）
- 1711年（正徳元年9月12日） - 松平吉品、第3・5代福井藩主（* 1640年）
- 1833年（天保4年9月11日） - 本居大平、国学者（* 1756年）
- 1834年 - ファトフ・アリー・シャー、ガージャール朝のシャー（* 1772年）
- 1838年 - ジョセフ・ランカスター、教育学者（* 1778年）
- 1848年（弘化5年9月27日） - 中川五郎治、日本における種痘の祖（* 1768年）
- 1867年 - フランツ・ボップ、言語学者（* 1791年）
- 1869年 - 第14代ダービー伯爵エドワード・スミス＝スタンリー、政治家、イギリス首相（* 1799年）
- 1872年 - テオフィル・ゴーティエ、詩人、小説家（* 1811年）
- 1874年 - アーブラハム・ガイガー、ラビ、ユダヤ教改革派の指導者（* 1810年）
- 1876年 - 細川韶邦、第11代熊本藩主（* 1835年）
- 1882年 - ジョージ・ウィリアム・セプティマス・ピエス（英語版）、化学者、調香師（* 1820年）
- 1884年 - 佐竹義堯、第12代久保田藩主（* 1825年）
- 1888年 - 三島通庸、警視総監、内務官僚（* 1835年）
- 1896年 - コロンバス・デラノ、第11代アメリカ合衆国内務長官（* 1809年）
- 1898年 - ミケーレ・ステファノ・デ・ロッシ、地震学者（* 1834年）
- 1910年 - ラーマ5世、シャム・チャクリー王朝第5代国王（* 1853年）
- 1913年 - エドウィン・クレブス（英語版）、細菌学者（* 1834年）
- 1917年 - ウジェーヌ・グラッセ、装飾芸術家（* 1845年）
- 1921年 - ジョン・ボイド・ダンロップ、発明家、ダンロップ創業者（* 1840年）
- 1935年 - チャールズ・デムス、画家（* 1883年）
- 1939年 - ゼイン・グレイ、作家、脚本家（* 1872年）
- 1943年 - 若嶌權四郎、大相撲第21代横綱（* 1876年）
- 1944年 - チャールズ・バークラ、物理学者（* 1877年）
- 1944年 - 山本英雄、野球選手（* 1921年）
- 1946年 - アーネスト・トンプソン・シートン、博物学者（* 1860年）
- 1950年 - アル・ジョルソン、俳優（* 1886年）
- 1951年 - 桂米團治 (4代目)、落語家（* 1896年）
- 1952年 - スーザン・ピーターズ（英語版）、女優（* 1921年）
- 1969年 - 鹿倉吉次、実業家、元TBS社長（* 1885年）
- 1970年 - 華頂博信、皇族、華族、海軍中佐（* 1905年）
- 1972年 - 伊達里子、女優（* 1910年）
- 1974年 - 前谷惟光、漫画家（* 1917年）
- 1977年 - 森喜作、農学者、森産業創業者（* 1908年）
- 1978年 - 千島喜久男、生物学者（* 1899年）
- 1983年 - 高橋徹、レーシングドライバー（* 1960年）
- 1984年 - オスカー・ウェルナー、俳優（* 1922年）
- 1985年 - ジョー・バナシャク、レコード・レーベル経営者（* 1923年）
- 1986年 - エドワード・アダルバート・ドイジー、生化学者（* 1893年）
- 1986年 - 吉村仁、厚生省事務次官（* 1930年）
- 1987年 - 高木恭造、津軽弁詩人（* 1903年）
- 1988年 - 友末洋治、政治家、元茨城県知事（* 1988年）
- 1988年 - 玉ノ海梅吉、元大相撲力士（* 1912年）
- 1988年 - 朝潮太郎 (3代)、大相撲第46代横綱（* 1929年）
- 1990年 - ルイ・アルチュセール、哲学者（* 1918年）
- 1991年 - 小島要治、実業家、元カゴメ社長（* 1917年）
- 1994年 - ピグモン勝田、お笑いタレント（* 1965年）
- 1997年 - 小桧山哲夫、政治家、元青森県三沢市長（* 1922年）
- 1998年 - 中田勇次郎、漢文学者（* 1905年）
- 1998年 - 久保喬、児童文学作家（* 1906年）
- 2001年 - ケネス・アストン、教師、サッカー審判員（* 1915年）
- 2001年 - ジョシュ・カービィ、イラストレーター（* 1928年）
- 2001年 - 古川あんず、舞踏家（* 1952年）
- 2001年 - 菅原加織、俳優（* 1970年）
- 2002年 - リチャード・ヘルムズ、政治家、元中央情報長官（CIA長官）（* 1913年）
- 2002年 - 山本夏彦、随筆家（* 1915年）
- 2002年 - 草場敏郎、銀行家、元三井銀行社長（* 1917年）
- 2003年 - 宋美齢、中華民国総統蔣介石の妻（* 1897年）
- 2005年 - 劉進慶、経済学者（* 1931年）
- 2005年 - 水野知昭、比較神話学者（* 1949年）
- 2007年 - 林梧桐、実業家（* 1918年）
- 2007年 - 晴乃ピーチク、漫才師（* 1925年）
- 2007年 - 佐藤昭夫、教育者、政治家（* 1927年）
- 2009年 - 鹿野琢見、弁護士、竹久夢二美術館・弥生美術館創設者（* 1919年）
- 2009年 - ズベイル・トゥルキ、画家、彫刻家（* 1924年）
- 2009年 - ジャック・プール、実業家（* 1933年）
- 2009年 - 廣島日出国、陸上指導者、元マラソン選手、元旭化成陸上部監督、元沖電気陸上部総監督（* 1937年）
- 2009年 - 荒川亨、実業家、システムエンジニア、ACCESS創業者（* 1959年）
- 2010年 - 亀井龍夫、編集者（* 1930年)
- 2010年 - ヨシダミノル、芸術家 （* 1935年)
- 2010年 - デイヴィッド・トンプソン、弁護士、政治家、元バルバドス首相（* 1961年)
- 2011年 - ハーバート・ハウプトマン、数学者（* 1917年）
- 2011年 - マルコ・シモンチェリ、オートバイレーサー（* 1987年）
- 2016年 - 日比英一、アナウンサー（* 1934年)
- 2016年 - 羽黒岩智一、元大相撲力士（* 1946年）
- 2018年 - ジェームズ・カレン、俳優（* 1923年）
- 2018年 - 藤井賢、政治家、元香川県綾南町長・綾川町長（* 1929年）
- 2019年 - ロランド・パネライ、バリトン歌手（* 1924年）
- 2019年 - ハンスハインツ・シュネーベルガー、ヴァイオリニスト（* 1926年）
- 2019年 - フランシス・トレシャム、ボードゲームデザイナー（* 1936年）
- 2020年 - ジェリー・ジェフ・ウォーカー、シンガーソングライター（* 1942年）
- 2021年 - 樋口有介、小説家、推理作家（* 1950年）
- 2022年 - リボール・ペシェク、指揮者（* 1933年）
- 2023年 - 松本英昭、自治官僚、元自治事務次官（* 1942年）
- 2023年 - 石川多聞、政治家、元茨城県議会議員（* 1943年）
- 2024年 - せなけいこ、絵本作家（* 1932年）

## 記念日・年中行事
- 霜降（ 日本、2009年・2010年・2012年・2020年）
二十四節気の1つ。太陽の黄経が210度の時で、露が冷気によって霜となって降り始めるころ。
- 1956年革命、および共和国宣言の記念日（ナショナルデー）（ ハンガリー）
1956年のこの日に始まったハンガリー動乱（1956年革命）、および、1989年のこの日の社会主義の人民共和国から共和国への体制変革を記念。
- チュラーロンコーン大王記念日（ タイ）
タイ国王ラーマ5世（チュラーロンコーン）が1910年に亡くなった日。
- 電信電話記念日（ 日本）
明治2年9月19日（1869年10月23日）に東京 - 横浜間で日本最初の公衆電信線の架線工事が始まったことに由来。電気通信省（後の日本電信電話公社、現NTT）が1950年に制定。
- 津軽弁の日（ 日本）
津軽弁による方言詩を確立した詩人・高木恭造の1987年の命日。「津軽弁の日やるべし会」が1988年に制定。
- モルの日、化学の日
1モルは6.02...×1023個（アボガドロ定数）の粒子からなる物質の物質量と定義されていることから、この数字を6:02 10/23に当てはめ、主として北米の化学者たちが「モル」を記念する日（午前6時2分から午後6時2分まで）として祝っている。同じ理由により、日本化学会、化学工学会、新化学技術推進協会、日本化学工業協会の4団体はこの日を「化学の日」、10月23日を含む月曜から日曜までの一週間を「化学週間」と制定した[9]。